# 1980年夏季残疾人奥林匹克运动会奥地利代表团
1980年夏季残疾人奥林匹克运动会奥地利代表团是奥地利派出的1980年夏季残疾人奥林匹克运动会代表团。获得14枚金牌、23枚银牌和8枚铜牌。